# Phare du Cap Higuer
Le phare du Cap Higuer est un phare situé sur le Cap Higuer dans la municipalité de Fontarrabie, donnant dans le Golfe de Gascogne, dans la province du Guipuscoa (Pays basque) en Espagne. Il signale l'embouchure de la Bidassoa et les dangers des récifs du Cap Higuer et de l'île d'Amuitz.
Il est géré par l'autorité portuaire du Port de Pasaia.

## Histoire
Ce phare est un bâtiment néoclassique érigé sur le Cap Higuer, entre 1878 et 1881, par Antobio Lafarga'. La tour carrée est située au milieu du bâtiment et a une hauteur de 21 mètres. À peu près à mi-hauteur, une tour octogonale se dresse sur la première galerie carrée, avec la seconde galerie et sa lanterne peinte en rouge surmontée d'un dôme circulaire en verre.
L'éclairage original était une lampe à huile d'une portée de 16 milles (environ 25 km) qui a été remplacé en 1905 par une lampe à pétrole. En 1937, le phare a été électrifié. La portée de la lumière blanche, à une hauteur focale de 65 mètres est de 23 milles marins (environ 42 km), avec l'émission de 2 éclats toutes les 10 secondes.
À environ 150 mètres du phare se trouvait un autre bâtiment qui a été détruit lors de dernière guerre carliste de 1874. A proximité du phare se trouve désormais un camping, et un bar-restaurant. Un sentier de grande randonnée GR11 de 820 km de long mène jusqu'au phare du Cap de Creus (Province de Gérone) sur le littoral méditerranéen.
Identifiant : ARLHS : SPA029 ; ES-00050 - Amirauté : D1452 - NGA : 1712 .
|          |
| Le phare |

|             |
| La lanterne |